# Hormônio liberador de hormônio do crescimento
O hormônio liberador de hormônio do crescimento (GHRH - Growth hormone releasing hormone) é um hormônio produzido pelo hipotálamo, que estimula a secreção de hormônio do crescimento (GH) pela adenoipófise.